# Eutaxia
Eutaxia é um género botânico pertencente à família Fabaceae.